# VFW-Fokker
VFW-Fokker est une ancienne coentreprise allemande alliant les sociétés Vereinigte Flugtechnische Werke et Fokker.